# Brave (Browser)
Brave ist ein auf Chromium basierender, quelloffener Webbrowser, der kostenlos für alle gängigen Plattformen verfügbar ist. Sein Fokus liegt auf dem Schutz der Privatsphäre des Nutzers, indem Phishing, Tracking und Fingerprinting gezielt blockiert werden. Das 2015 gegründete US-amerikanische Unternehmen Brave Software Inc. dahinter wird von Brendan Eich geleitet. Die deutsche Zeitschrift c’t prüfte im Juni 2021 den Schutz der Privatsphäre in mehreren Browsern. Dabei schnitt Brave mit Abstand am besten ab.

## Geschichte
Die erste Version des Browsers wurde am 20. Januar 2016 veröffentlicht.
Bis August 2016 erhielt das Unternehmen Investitionen von mindestens 7 Millionen Dollar von Risikokapitalunternehmen wie Peter Thiels Founders Fund, Propel Venture Partners, Pantera Capital, Foundation Capital und die Digital Currency Group.
Im November 2019 startete Brave das Werbenetzwerk Brave Ads, das Nutzern einen Umsatzanteil von 70 % zurückgibt. Zu den Anzeigenkunden gehörten die Partner des Unternehmens wie Vice, Home Chef, ConsenSys, eToro und andere.
Im November 2020 gab Brave an, 20 Millionen monatliche Benutzer zu haben und im Februar 2021 die Marke von 25 Millionen monatlichen aktiven Benutzern überschritten zu haben.
Am 3. März 2021 gab Brave bekannt, die Suchmaschinentechnologie des ehemaligen Browserherstellers Cliqz für die eigene Suchmaschine Brave Search erworben zu haben. Der ehemalige Inhaber, das deutsche Verlagshaus Hubert Burda Media, besitzt seitdem Anteile an Brave.
Im Januar 2022 erreichte Brave 50 Millionen aktive Nutzer.

## Technologie
Brave basiert seit 2018 auf Chromium, und blockiert Werbung und Tracker. Auf iOS basiert der Browser zwar auf Chromium, verwendet zur Darstellung von Webseiten jedoch noch WebKit. Dies könnte sich jedoch womöglich in näherer Zukunft durch die Auflagen der EU an Apple ändern, seine Schnittstellen zu öffnen.

## Philosophie zu Werbeinhalten
Eich, der auch Projektleiter des Browser ist, kritisiert das Versäumnis, dass Werbeinhalte nicht von zum Betrieb der Webseiten notwendigen Inhalten getrennt werden. Ziel des Browsers sei es, Werbung und alles im Web zu blockieren, was die Privatsphäre gefährde. Dafür bringt Brave eine neue Philosophie zu Werbeinalten mit: Anstatt, wie andere Browser es tun, einfach alle Werbeinhalte zu blockieren, versucht Brave einen Kompromiss mit Werbetreibenden zu erreichen, indem ein faireres Werbemodell etabliert werden soll, welches die Privatsphäre der Nutzer respektiert, während es gleichzeitig den Werbetreibenden und Inhalteanbietern eine Plattform bietet. So können sich Nutzer freiwillig dafür entscheiden, Brave-eigene Werbung zu sehen, bei welcher keine Nutzerdaten gesammelt werden. Für das Ansehen von Brave-Werbung erhalten Nutzer sogenannte Basic Attention Tokens (BAT) als Belohnung. Ihre verdienten BAT können die Nutzer an Websitebetreiber und Content-Ersteller spenden. Die für die Werbung relevanten Daten bleiben jedoch lokal im Browser, um dessen Privatsphäre zu wahren.

## Leistungsumfang

### Datenschutz und Sicherheit
Brave blockiert Werbeanzeigen, Tracker, Cookies von Drittanbietern und schützt vor Phishing und Malware durch seine "Brave Shields":
- Tracker: Brave blockiert Technologien, wie z. B. Zählpixel, mit denen unbemerkt das Nutzerverhalten verfolgt werden kann.
- Javascript: Weil die Browser-interne Programmiersprache Javascript neben nützlichen Seitenfunktionen auch schädliche Inhalte nachladen kann, erlaubt Brave, Javascript sowohl für einzelne Webseiten, als auch für komplett abzuschalten.[22]
- Fingerprinting: Brave schützt den Nutzer vor Fingerprinting, indem die entsprechenden nutzerspezifischen Metadaten wie Betriebssystem, Browserkennung usw. randomisiert werden.[22]
- Cookies: Da Cookies nicht nur nützliche Inhalte, wie z. B. Warenkörbe, sondern auch schädliche Inhalte beinhalten können, erlaubt Brave, diese entweder von Drittanbietern oder auch komplett zu blockieren.[22]
- Safe Browsing: Brave erlaubt durch das sogenannte Safe Browsing, die URLs vor dem Laden gegen eine Liste unsicherer URLs zu prüfen, welche von Google bereitgestellt wird.[22]
- DNS-Anbieter: Weil einige Internet-Anbieter DNS-Sperren verhängen, erlaubt Brave, für das Surfen einen eigenen DNS Resolver zu bestimmen, welcher von dem des Betriebssystems abweicht. Dabei werden auch DNS-Protokolle wie DoT und DoH unterstützt, welche den DNS-Verkehr verschlüsseln.[22] Der reguläre DNS-Verkehr zum Internet-Anbieter ist meist noch unverschlüsselt, weil sowohl die Internet-Anbieter als auch die Betriebssysteme es nur rudimentär unterstützen.
- HTTPS Everywhere: Durch HTTPS Everywhere garantiert der Browser, dass immer zuerst versucht wird, eine verschlüsselte HTTPS-Verbindung anstatt einer unverschlüsselten HTTP-Verbindung aufzubauen, selbst wenn der angeklickte Link oder die eingegebene URL dies nicht enthalten.
- Browser-Cache: Einige Browser behalten nach dem Schließen die Nutzer-Informationen, darunter auch die Cookies, im Dateisystem. Brave erlaubt eine detaillierte Entscheidung darüber, welche Nutzerdaten bei jedem Schließen des Browsers bereinigt werden sollen. Dadurch erhält der Benutzer die Kontrolle, wie und wo er wiedererkannt wird.[22]
- Einbettung von Social Media Inhalten: Einige Webseiten betten interaktive Social-Media-Inhalte von Facebook oder Youtube ein. Brave kann diese wahlweise blockieren, um eine unnötige Sichtbarkeit unter diesen Big-Tech-Konzernen zu verhindern.[22]
- Inhaltsfilterung: Der Browser enthält einen Werbeblocker, der von Hause aus eine Reihe von Blacklists für DNS-Anfragen bereitstellt und ermöglicht es, eigene solcher schwarzen Listen per Web-URL einzubinden, wie sie vielzählig in öffentlichen Versionsverwaltungs-Systemen wie Github, Gitlab oder Bitbucket von datenschutzbewussten Anwendern zur Verfügung gestellt werden.[22]
- Tor-Fenster: Brave ist in der Lage, .onion-Webadressen des anonymen Tor-Netzwerks zu öffnen, wofür normalerweise ein eigener Tor-Browser nötig ist.[22][23]

### Brave Rewards
Brave bietet eine Option, um bestimmte Anzeigen des eigenen Werbedienstes „Brave Rewards“ einzublenden, die das Nutzungsverhalten nicht verfolgen, um somit die Privatsphäre des Nutzers zu schützen. Für die Einblendung erhalten dann Browsernutzer und Browser-Anbieter jeweils 15 %, die Websitebetreiber bis zu 70 % der Einnahmen. Die Vergütung erfolgt mittels Basic Attention Token. Dadurch kann der Nutzer über das fairer Anzeigen von Werbung entscheiden.

### Integrierte Wallet
Mit Brave Payments wird mittels des Basic Attention Token (BAT, ein ERC20-Token auf Basis der Ethereum-Blockchain) monatlich ein festgelegtes Budget an Websitebetreiber und, seit November 2017, YouTube-Kanäle auf Basis der Aufrufdauer ausgezahlt.

### VPN
Brave bietet optional einen eigenen Private-VPN-Dienst an, mit welcher der gesamte Netzwerkverkehr vom Benutzer bis zum VPN-Server von Brave verschlüsselt wird. Dieser Dienst ist jedoch kostenpflichtig.

## Schwächen und Kritik
- Kontroversen um BAT und Werbung: Vertreter der Zeitungen The New York Times, Washington Post und Wall Street Journal sowie weitere Mitglieder der Newspaper Association of America beklagten das Browserkonzept in einem Brief[26] als illegal; das Konzept sei nicht zu unterscheiden von einem Diebstahl der Inhalte der Zeitungen, um sie auf der Webseite der Brave Software Inc. zu publizieren. CEO Brendan Eich widersprach, der Browser sei nicht das Problem, sondern die Lösung.[27] Der Browser nutze die Inhalte der Webseiten nicht für eine unautorisierte Wiederveröffentlichung, sondern setze als Werkzeug die Seiten nur zusammen. Die weitere Kritik, dass Erträge aus der Browserwerbung nicht die Kosten aus der Akquisition eigener Werbung ausgleiche, sei ebenfalls unzutreffend.[24]
- Geschäftspraktiken: In der Vergangenheit gab es Kritik an den Geschäftspraktiken von Brave, die jedoch zum größten Teil beigelegt wurden.[28] Anfang Juni 2020 wurde bekannt, dass Brave ohne Nutzer-Erlaubnis bei Seiteneingaben für Kryptobörsen[29] automatisch einen Link anfügte, um über Affiliate-Partner Einnahmen zu erzielen.[30] Diese Funktion ist inzwischen standardmäßig inaktiv.[31]